# Максимилиан Валентин из Мартиниц
Максимилиан Валентин из Мартиниц (чеш. Maxmilián Valentin z Martinic; 20/21 — 20 декабря 1677, Прага, Чешское королевство) — чешский аристократ и крупный землевладелец, видный деятель эпохи рекатолизации, сын Ярослава Боржиты из Мартиниц. Занимал высокие посты при габсбургском дворе, в 1658—1677 годах был высочайшим гофмистром Чешского королевства.

## Биография
Максимилиан Валентин родился в 1620 или 1621 году и стал младшим из семи сыновей в семье Ярослава Боржиты из Мартиниц и Марии Эусебии из Штернберка. Его отец, известный в первую очередь как жертва пражской дефенестрации, был одним из наиболее богатых и влиятельных чешских магнатов. С юных лет Максимилиан Валентин занял видные позиции при габсбургском дворе: в 1641 году он был личным советником императора Фердинанда III, позже был включён в состав Тайного совета.
Закрепление в провинциальных органах власти Максимилиан Валентин начал с Моравии, откуда была родом его жена: в 1651—1652 годах он был высшим судьей Моравского маркграфства. После смерти отца в 1649 году и брата Йиржи Адама в 1651 году Максимилиан Валентин унаследовал обширные земли в Чехии, куда позже переехал. В Чешском королевстве он занимал посты наивысшего судьи (1652—1656), наивысшего коморника (1656—1658) и наивысшего гофмистра (1658—1677).
Владения в Моравии Максимилиан Валентин постепенно продал. В Чехии после нескольких сделок и вступлений в наследство он стал владельцем ряда поместий, расположенных в разных частях страны. Известно, что Максимилиан Валентин был суровым господином: например, в поместье Быстра он увеличил барщину с трёх до шести дней в неделю. Он активно участвовал в рекатолизации Чехии, финансируя строительство католических церквей.
Максимилиан Валентин стал единственным из сыновей Ярослава Боржиты, кто оставил потомство мужского пола. В его браке с Анной Катержиной Букувковой из Букувки родились:
- Ярослав Бернард (1642—1685);
- Йиржи Адам II (1645—1714);
- Максимилиан Гвидобальд (1664—1733);
- Анна Франтишка, жена Вацлава Норберта Кинского;
- Сусанна Рената, жена Томаша Захариаша Чернина.